# Келлерман, Бернхард
Бернхард Келлерман (нем. Bernhard Kellermann; 4 марта 1879[…], Фюрт, Королевство Бавария — 17 октября 1951[…], Клайн-Глинике) — немецкий писатель и поэт, военный корреспондент.

## Биография
Родился в Фюрте в семье чиновника, в 1899 году поступил в Мюнхенский технический университет. Увлекался германистикой и живописью, автор романов «Йестер и Ли» (Yester und Li, 1904), «Ингеборг» (Ingeborg, 1906), «Идиот» (Der Tor, 1909), «Море» (Das Meer, 1910). Его роман «Туннель» (Der Tunnel, 1913) стал одним из бестселлеров первой половины XX века и в 1933 г. был экранизирован.
В годы Первой мировой войны Келлерман был военным корреспондентом газеты Berliner Tageblatt. В годы нацистского режима Келлерман не покинул страну, но и не участвовал в сопротивлении. После 1945 года работал в Культурном союзе. В 1949 году был удостоен Национальной премии ГДР. Похоронен на Новом кладбище в Потсдаме.

## Избранная библиография
- 1904 — Естер и Ли (нем. Yester und Li)
- 1906 — Ингеборг (нем. Ingeborg)
- 1909 — Идиот (нем. Der Tor)
- 1910 — Море (нем. Das Meer)
- 1913 — Туннель (нем. Der Tunnel)
- 1920 — 9 ноября (нем. Der 9 November)
- 1925 — Братья Шелленберг (нем. Die Brüder Schellenberg )
- 1932 — Город Анатоль (нем. Die Stadt Anatol)
- 1948 — Пляска смерти (нем. Totentanz)

Всего издано более 25 книг Келлермана. Большинство переведено на русский язык.